# Annaba
Annaba (in arabo عنابة‎?, ʿAnnāba, durante la dominazione francese Bône; anticamente Ippona, dal latino Hippo o Hippo regius), in italiano Bona, è una città costiera nel nord-est dell'Algeria, non distante dal confine con la Tunisia.

## Storia
Nella zona di Annaba sono stati ritrovati importanti manufatti umani. Le prime evidenze di insediamenti umani sono stati ritrovati a ʿAyn el-Hanesh, vicino Saïda. Sono stati ritrovati anche manufatti più recenti, riferibili all'Homo sapiens.
Conosciuta come Hippo Regius in epoca romana, fu probabilmente fondata dai fenici nel corso del XII secolo a.C..
Ippona fu uno dei centri più conosciuti della prima cristianità, sant'Agostino ne fu vescovo dal 395 al 430, anno in cui qui morì mentre la città era assediata dai Vandali di Genserico.
Fu conquistata per conto della Repubblica di Pisa nel 1033 da Lamberto Orlandi, e successivamente fece parte del Regno d'Africa durante l'espansione normanno-siciliana.
Passò al dominio islamico, entrò nell'Impero ottomano nel 1574. Il 16 settembre 1608 ottomani e genovesi vi si scontrarono. Questi ultimi, coadiuvati tra l'altro dalle galee toscane dell'Ordine di Santo Stefano, saccheggiarono la città e fecero numerosi prigionieri. Al comando della galea Livornina, che svolse un ruolo importante nello schieramento, era il corsaro genovese Giuseppe Graffigna, detto il Cardinalino.

### Colonizzazione francese
Durante la dominazione francese la città, nota come Bône, fu uno dei maggiori centri algerini di insediamento europeo.
Tra il 1850 e il 1880 vi risiedette una comunità di pescatori di corallo provenienti dalla Toscana, dal golfo di Napoli e da altre località costiere italiane: fino al 1860 la cosa non preoccupò i francesi, che da quel momento invece iniziarono una politica volta a limitare la presenza italiana nella colonia.

## Economia
È anche un polo industriale, soprattutto siderurgico e chimico.

## Cultura
Una delle istituzioni più importanti della città è l'Università di Annaba, che nel 2004 contava circa 40.000 studenti.
La città è nota, nella sua antica denominazione (Ippona), per essere stato il luogo in cui fu vescovo e dove morì sant'Agostino di Ippona, padre della Chiesa, a cui è consacrata l'omonima basilica.
Ad Annaba è nata l'attrice Edwige Fenech.

## Infrastrutture e trasporti

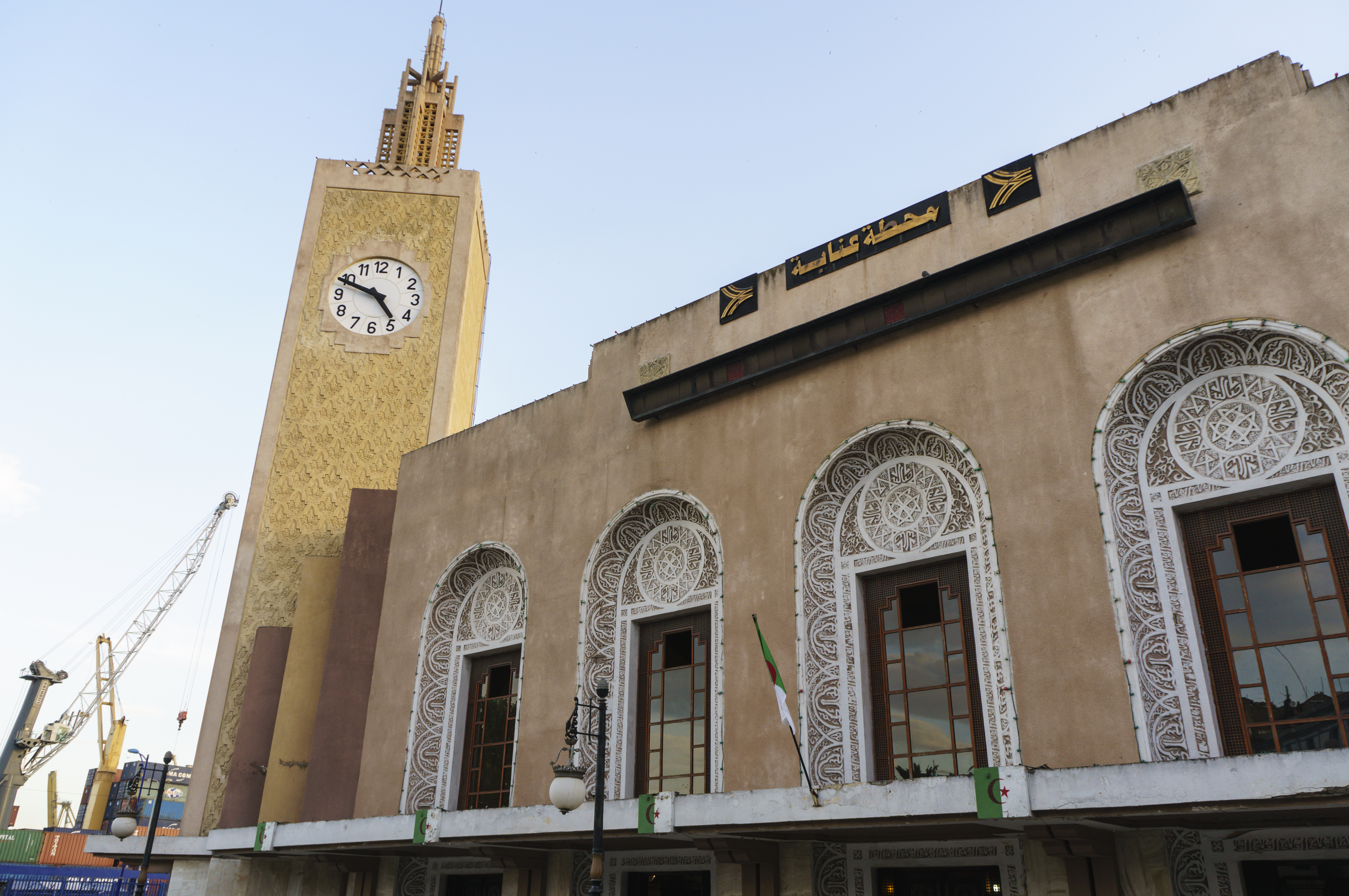
Stazione ferroviaria di Annaba

Annaba è servita dall'Aeroporto di Annaba-Rabah Bitat (codice IATA: AAE).
La città è servita anche da un sistema ferroviario e di bus che la collega con le città vicine.

## Geografia fisica
La città di Annaba si estende su una superficie di 1412 km².

## Architettura

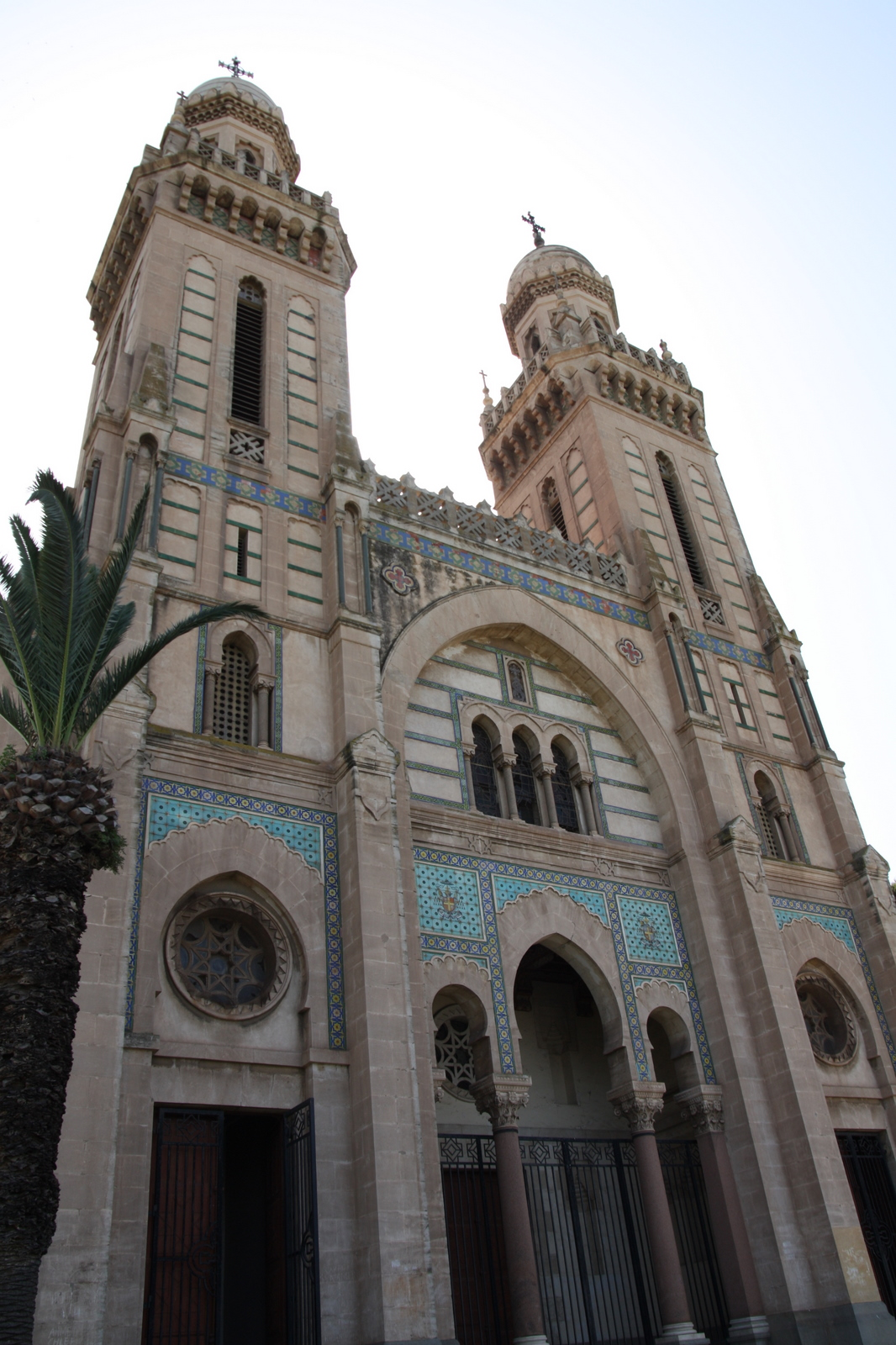
Chiesa di Sant'Agostino ad Annaba nel maggio 2009.

Annaba ha un lungomare, un centro vivace, pieno di archi, ristoranti, terrazze e chioschi.

## Amministrazione

### Gemellaggi
- Saint-Étienne, dal 1981
- Biserta, dal 1985